# Nachal Mešušim
Nachal Mešušim (hebrejsky: נחל משושים, arabsky:وادي حوا) je vodní tok o délce 35 km v Izraeli, respektive na Golanských výšinách okupovaných Izraelem od roku 1967.
Jde o nejdelší vodní tok na Golanských výšinách. Do jeho povodí náleží cca 40 vodních toků a vádí. Pramení na náhorní planině Golanských výšin. Směřuje pak k jihozápadu. Ze severu obchází správní centrum Golan - město Kacrin, kde se postupně zařezává do podloží a vytváří úzké údolí, jež směřuje stále k jihozápadu, později k jihu. Zleva přijímá vodní toky Nachal Kacrin a Nachal Zavitan, přičemž poblíž soutoku s Nachal Zavitan východně od vesnice Chad Nes vytváří lom horniny soustavu kamenných pilířů a jezírek Brechat ha-Mešušim (בריכת המשושים). Na dolním toku vodní tok vystupuje z úzkého kaňonu do ploché nížinaté krajiny v příkopové propadlině řeky Jordán. Zleva ještě přijímá tok Nachal Jehudija a pak ústí ze severu do Galilejského jezera.
Údolí Nachal Mešušim je turisticky využívané a je součástí přírodní rezervace Jehudija, jež zahrnuje i paralelní údolí toků Nachal Dalijot, Nachal Jehudija a Nachal Zavitan. Patří do ní i rozsáhlé zalesněné úseky volné krajiny mezi těmito kaňony.